# Comitê Especial de Descolonização

logo da organização

O Comitê Especial das Nações Unidas sobre a Situação Relativa à Implementação da Declaração sobre a Concessão de Independência aos Países e Povos Coloniais, ou o Comitê Especial de Descolonização (C-24), é um comitê da Assembleia Geral das Nações Unidas que foi fundado em 1961 e dedicado exclusivamente ao tema da descolonização.

## História
Quando as Nações Unidas foram criadas, havia 750 milhões de pessoas vivendo em territórios não autônomos. No entanto, a Carta das Nações Unidas incluiu, no Capítulo XI, disposições que preconizam o reconhecimento dos direitos dos habitantes dos territórios administrados pelos seus Estados Membros. Exorta esses Estados-Membros a ajudarem no estabelecimento da autogovernação através do desenvolvimento de instituições políticas livres, bem como a terem em conta as aspirações políticas dos povos.
A Carta também criou, no Capítulo XII, o sistema de tutela internacional. Este sistema permitia a administração e supervisão de territórios colocados sob o controle das Nações Unidas pelos Estados membros que desejassem conceder independência às suas possessões coloniais. Esses territórios "Trust" eram administrados pelo Conselho de Tutela das Nações Unidas, que foi criado pelo Capítulo XIII da Carta.
Na esperança de acelerar o processo de descolonização, a Assembleia Geral aprovou a Resolução 1514 (XV), também conhecida como Declaração de Concessão de Independência aos Países e Povos Coloniais. A Declaração afirmava que todos os povos têm direito à autodeterminação e que medidas imediatas devem ser tomadas para acabar incondicionalmente com o colonialismo.

### Membros
Em 27 de novembro de 1961, a Assembleia Geral criou o precursor do Comitê Especial pela Resolução 1654 (XVI), que estabeleceu um Comitê Especial de 17 membros para examinar a aplicação da Declaração e fazer recomendações sobre como melhor implementá-la. Os membros originais eram:
- Austrália
- Camboja
- Etiópia
- Índia
- Itália
- Madagascar
- Mali
- Polónia
- Síria
- Tanganica
- Tunísia
- União Soviética
- Reino Unido
- Estados Unidos da América
- Uruguai
- Venezuela
- Iugoslávia

Em 7 de dezembro de 1962, a Assembleia Geral acrescentou sete assentos ao comitê, elevando o número total de membros para 24. O número aumentou novamente em 2004, 2008 e 2010. O número 24 continua a ser usado quando descrevendo o Comitê, embora agora tenha 29 membros.

### Décadas Internacionais para a Erradicação do Colonialismo
Em 1990, a Assembleia Geral proclamou 1990-2000 como a Década Internacional para a Erradicação do Colonialismo pela Resolução 43/47, com o objetivo final de ser a plena implementação da Declaração sobre a Concessão da Independência aos Países e Povos Coloniais. A Assembleia Geral adotou o relatório do Secretário-Geral datado de 13 de dezembro de 1991 como Plano de Ação para a Década.
Em 8 de dezembro de 2000, a Assembleia Geral procedeu à proclamação da Segunda Década Internacional para a Erradicação do Colonialismo, que durou de 2001 a 2010 através da Resolução 55/146. A Resolução instou os Estados Membros a redobrarem seus esforços para implementar o Plano de Ação durante a Segunda Década.
Em 10 de dezembro de 2010, a Assembleia Geral proclamou 2010-2020 como a Terceira Década Internacional para a Erradicação do Colonialismo através da Resolução 65/119. A Resolução instou os Estados Membros a intensificar seus esforços para continuar a implementar o Plano de Ação durante a Terceira Década.

## Métodos de trabalho
O Comitê realiza sua sessão principal em Nova York em junho, bem como um seminário anual no Caribe e no Pacífico em anos alternados. Em 2018, o seminário foi realizado em St. George's, Granada.
Em cada sessão principal, o Comitê revisa a lista de territórios aos quais se aplica a Declaração sobre a Concessão de Independência aos Países e Povos Coloniais e faz recomendações sobre sua implementação e sobre a divulgação de informações públicas sobre a descolonização à população local. Também ouve declarações de Territórios Não Autônomos (Non-Self-Governing Territories, NSGTs), envia missões a esses NSGTs e organiza seminários sobre a situação política, social e econômica nos NSGTs.
A Comissão presta contas à Assembleia Geral sobre seu trabalho por meio da Quarta Comissão (Política Especial e Descolonização).

## Territórios não autônomos listados
Veja também: Lista das Nações Unidas de Territórios Não Autônomos § entradas atuais
Atualmente, existem 17 territórios na lista das Nações Unidas de Territórios Não Autônomos:
| Território                |                         |                          |                 |                         |               |
| Território                | Capital                 | Moeda                    | Línguas)        | Estado de administração | Região da ONU |
| ------------------------- | ----------------------- | ------------------------ | --------------- | ----------------------- | ------------- |
| Samoa Americana           | Pago Pago               | Dolar dos Estados Unidos | Inglês          | Estados Unidos          | Oceânia       |
| Anguila                   | O Vale                  | Dólar do Caribe Oriental | Inglês          | Reino Unido             | Américas      |
| Bermudas                  | Hamilton                | Dólar das Bermudas       | Inglês          | Reino Unido             | Américas      |
| Ilhas Virgens Britânicas  | Estrada da cidade       | Dólar dos Estados Unidos | Inglês          | Reino Unido             | Américas      |
| Ilhas Cayman              | George Town             | Dólar das Ilhas Cayman   | Inglês          | Reino Unido             | Américas      |
| Ilhas Malvinas (Malvinas) | Stanley                 | Libra das Malvinas       | Inglês          | Reino Unido             | Américas      |
| Polinésia Francesa        | Papeete                 | franco CFP               | Francês         | França                  | Oceânia       |
| Gibraltar                 | Gibraltar               | Libra de Gibraltar       | Inglês          | Reino Unido             | Europa        |
| Guam                      | Hagåtña                 | Dolar dos Estados Unidos | Inglês          | Estados Unidos          | Oceânia       |
| Montserrat                | Plymouth                | Dólar do Caribe Oriental | Inglês          | Reino Unido             | Américas      |
| Nova Caledônia            | Nouméa                  | franco CFP               | Francês         | França                  | Oceânia       |
| Pitcairn                  | Adamstown               | Dólar da Nova Zelândia   | Inglês          | Reino Unido             | Oceânia       |
| Santa Helena              | Jamestown               | Libra de Santa Helena    | Inglês          | Reino Unido             | África        |
| Toquelau                  | (Nenhum)                | Dólar da Nova Zelândia   | Inglês          | Nova Zelândia           | Oceânia       |
| Ilhas Turcas e Caicos     | Grande Turco            | Dolar dos Estados Unidos | Inglês          | Reino Unido             | Américas      |
| Ilhas Virgens Americanas  | Charlotte Amalie        | Dolar dos Estados Unidos | Inglês          | Estados Unidos          | Américas      |
| Saara Ocidental           | El Aaiún (reivindicado) | dirham marroquino        | árabe, espanhol | Espanha (anteriormente) | África        |

Esses territórios não têm representação equivalente a outras regiões de seus estados-mãe. Em dezembro de 2021, vários rejeitaram uma mudança de status por meio de referendos, como a Nova Caledônia em 2018, 2020, e 2021, as Ilhas Malvinas em 2013, e Gibraltar em 2002. Da mesma forma, em 2013, a Assembleia eleita da Polinésia Francesa se opôs à inclusão do território na lista. Outros, como Guam, votaram por uma mudança de status, mas foram recusados pelo estado-mãe.

## Membros

Os estados membros do comitê.

A seguir estão os membros atuais do comitê:
- Antígua e Barbuda
- Bolívia
- Chile
- China
- Congo
- Costa do Marfim
- Cuba
- Domínica
- Equador
- Etiópia
- Fiji
- Granada
- Índia
- Indonésia
- Irã
- Iraque
- Mali
- Nicarágua
- Papua-Nova Guiné
- Rússia
- São Cristóvão e Nevis
- Santa Lúcia
- São Vicente e Granadinas
- Serra Leoa
- Síria
- Timor-Leste
- Tunísia
- Tanzânia
- Venezuela

## Controvérsia
Territórios com movimentos de independência são disputados por sua qualificação como países coloniais e sua admissão à descolonização. Vários membros atuais e anteriores em várias ocasiões contestaram e bloquearam a admissão e readmissão de seus respectivos territórios para descolonização.
Várias organizações, incluindo delegados britânicos, alegaram que o comitê 'não é mais relevante' para os Territórios Ultramarinos do Reino Unido, pois muitos de seus membros são colonizadores, controlando vários territórios que desejam independência.